# 長州正義派
長州正義派（ちょうしゅうせいぎは）とは、幕末の長州藩における派閥の1つ。

## 概要
第一次長州征伐後、長州藩内は幕府への抗戦派と恭順派に分かれて藩論が分裂した。抗戦派は正義派と呼ばれ、恭順派は俗論派と呼ばれた。正義派の指導者は高杉晋作であり、功山寺挙兵を経て慶応元年（1865年）に高杉らが藩政を握ったことで藩論は尊皇倒幕で統一された。
正義派は、藩政改革を進めた村田清風を継いで改革派を率いた周布政之助の下、
- 吉田寅次郎（吉田松陰）
- 桂小五郎（木戸孝允）
- 来原良蔵
- 井上聞多（井上馨）
- 久坂玄瑞
- 高杉晋作
- 寺島忠三郎
- 石川小五郎（河瀬真孝）
- 村田蔵六（大村益次郎）
- 山田市之允（山田顕義）
- 伊藤俊輔（伊藤博文）
- 佐世八十郎（前原一誠）
- 時山直八

などで構成されていた。
対する俗論派は、
- 長井雅楽
- 椋梨藤太
- 中川宇右衛門
- 粟屋親忠

などが代表格であった。
なお、正義派と俗論派との間の中間派（広沢真臣など）、両者の停戦に尽力した中立派（桜井三木三など）も、少数ながら存在していた。

## 抗争の過程
- 1838年（天保9年） - 村田清風による藩政改革の本格開始。
- 1843年（天保14年） - 三七ヵ年賦皆済仕法により債務を整理。
- 1844年（弘化元年） - 清風の改革頓挫。坪井九右衛門に実権を譲る。当時は改革を支持。
- 1847年（弘化4年） - 九右衛門、失脚。
- 1851年（嘉永3年） - 椋梨藤太、右筆（政務役）就任。
- 1853年（嘉永6年）
  - 黒船来航
  - 藤太、右筆を罷免。周布政之助政務役筆頭となる。
- 1854年（嘉永7年） - 吉田松陰、渡航未遂。野山獄送致。
- 1855年（安政2年）
  - 2月、政之助政務役辞任、代わって藤太、右筆に再就任する。
  - 5月、清風死去。
  - 松陰、杉家に幽囚（後に同地で松下村塾開塾）。
- 1858年（安政5年）
  - 政之助政務役再就任。
  - 長井雅楽、藩の直目付に就任。当初は、政之助はこれを支持。
  - 幕府、日米修好通商条約を締結。
  - 松陰は激しくこれを非難、老中間部詮勝暗殺を計画。藩は警戒し松陰を投獄。
- 1859年（安政6年） - 安政の大獄。藩は、幕府の求めに応じ、松陰を江戸に送致、松陰は伝馬町牢屋敷にて斬首。
- 1861年（文久元年） - 雅楽、公武一和に基づく「航海遠略策」を建白、これが藩論となり、幕府にも歓迎される。
- 1862年（文久2年）
  - 高杉晋作ら御楯組を結成
  - 坂下門外の変により老中安藤信正ら失脚。これを受け雅楽ら親幕派後退。
- 1863年（文久3年）
  - 雅楽、切腹。藤太、中川宇右衛門ら失脚（隠居）。
  - 下関戦争勃発
  - 奇兵隊結成
  - 八月十八日の政変
  - 九右衛門、野山獄にて処刑。
- 1864年（元治元年）
  - 7月、禁門の変。
  - 8月、四国艦隊による下関砲撃。
  - 9月、藩政を俗論派が握る。4ヶ国と講和。周布政之助切腹（自殺）。
  - 10～11月、第一次長州征討
  - 11月、長州藩において尊皇攘夷派の処分（家老国司親相・益田親施・福原元僴の切腹等）
  - 12月、晋作らによる功山寺挙兵。
- 1865年（元治2年・慶応元年）
  - 1月、大田・絵堂の戦い。正義派が勝利し、俗論派を一掃。
  - 5月、藤太、断首。宇右衛門、切腹。
- 1866年（慶応2年）第二次長州征伐で長州藩軍が幕府軍を撃退。
- 1867年（慶応3年）
  - 4月高杉晋作死去
  - 12月大政奉還